# Plutón (cómic)
Plutón es un supervillano de ficción, deidad en Marvel Comics, basado en el dios grecorromano del mismo nombre.

## Historial de publicaciones
Plutón apareció por primera vez en las páginas de Thor # 127 en 1966, donde fue adaptado por Stan Lee y dibujado por Jack Kirby.

## Biografía ficticia
Plutón es el dios olímpico del Inframundo, la muerte y los muertos, y es el monarca de Hades. Gran parte de la historia del personaje es paralela a la de los tradicionales mito griego. A saber, después de derrotar a su padre Cronos, Plutón y sus hermanos Zeus y Neptuno, así como de sus hermanas Hera, Hestia y Deméter echaron suertes para dividir el imperio de Cronos. Plutón obtuvo el control del Inframundo como el juez de los muertos. Sin embargo, en el Universo Marvel, Plutón es un dios de intrigas que los planes para derrocar a Zeus, que apoya sin mito griego.
Su acto más infame es cuando se enfrente de Zeus y la hija de Deméter, su sobrina Perséfone (también conocido como Kore) como su esposa contra su voluntad. Este evento va a causarle algunos fracasos deprimentes en el futuro; por ejemplo, los Vengadores en vez derrotarlo cuando Perséfone emite un edicto contra ellos. También se convirtió en un importante enemigo de Hércules, cuando el joven Hércules captura a Plutón y a su perro Cerbero como uno de sus doce trabajos.
Cuando el culto de los dioses griegos se extingue, Zeus prohíbe a Plutón a aguantar más almas a su mundo subterráneo. Se convirtió en amarga y comienza una larga historia de conspirar contra su hermano más potente. Después de numerosos fracasos, Zeus decreta que Plutón sólo puede salir del Inframundo si encuentra a alguien dispuesto a gobernar en su lugar. Plutón viaja a la Tierra y se disfraza como el Sr. Hellman, un productor de cine, e invita a Hércules para hacer una película sobre sí mismo.Hércules firma el contrato en gobernante del Inframundo de conscientes de que el contrato en realidad le une para servir como gobernante del Olimpo Inframundo en el lugar de Plutón, ya que cree que la película es acerca de él la conquista del Inframundo al derrotar a Plutón. Thor se entera del engaño y desafío a Plutón en nombre de Hércules. Plutón envía a Thor en el Olímpico Inframundo, donde su objetivo es derrotar a los esbirros de Plutón. Después de presenciar un progreso notable con Thor que destruye gran parte del mundo terrenal que Plutón ha pasado siglos de construcción, Plutón queda disgustado y destruye el contrato, la liberación de Hércules. Plutón próxima invadió la Tierra con muta de un futuro alternativo. Él se enfrentó a Thor, y fue frustrado por Zeus.
Plutón intenta invadir tanto al Olimpo, hogar de los dioses griegos y Asgard, el hogar de Thor y sus compañeros Asgardianos en numerosas ocasiones, cada uno sin éxito. Plutón forma una alianza con Ares, su sobrino y Dios olímpico de la guerra, y los intentos de fomentar la guerra entre el Olimpo y Asgard, pero es derrotado en combate por Thor. Plutón finalmente hace una alianza con otros dioses de la muerte y los demonios. Él se alía con la reina Hippolyta, reina de las amazonas, y Ares, quien también cree que Zeus negativa a obligar a los seres humanos a adorar a ellos es un error. Sin embargo Hippolyta sólo quiere Hércules a ser de ella y no tiene ningún interés en el deseo de Plutón de ser adorado por la humanidad de nuevo. Plutón intenta patrocinar el divorcio de Hércules y Hebe de casarse con Hércules a Hippolyta, así como Ares a casarse con Venus. De acuerdo con la ley del Olimpo, Hércules y Venus no se les permite luchar contra sus parejas cuando Hippolyta y Ares ayudar a Plutón en la conquista de Olympus. Sin embargo, este plan fue expuesto por Ghost Rider, y en última instancia falla como Zeus, después de algunas dudas al principio, finalmente se prohíbe a los sindicatos.
Plutón más tarde se alió con Ulik y Loki contra Thor. Plutón buscó crear un "inferior hoyos" que destruiría el universo. Él luchó y derrotó al Extraño, pero fue derrotado por la Mole y Hulk, a quien el Extraño había traído con él. Plutón aliada en un esquema con otros dioses de la muerte y los demonios. Fue devorado por Demogorge, pero liberado por Thor. Plutón más tarde retuvo a los Vengadores prisioneros en el Tártaro a instancias de Zeus, pero los Vengadores lucharon para escapar y escaparon.
Para eludir el decreto de Zeus, Plutón intenta conquistar la Tierra con la ayuda de Lorelei. Plutón transforma Lorelei en una copia de la Valkyrie y le drena de su poder y recuerdos. A continuación, utiliza la potencia absorbida para tomar el control de lo real Valkyrie para convertir la Tierra en un reino de la propia muerte. La Presencia máscara del Valkyrie en su propia influencia y decreto de Zeus todavía permite a Plutón de anexar otros reinos de los muertos. Plutón es detenido finalmente por los Defensores que traen a Lorelei, pensando que ella fuera su compañero de equipo. El choque de los dos valquirias libera a Lorelei del hechizo y juntos volvieron en Plutón y terminaron su plan.
Con la desaparición de los Asgardianos después de que Ragnarök, Zeus teme por la existencia continuada de los olímpicos, así y decide que deben mezclarse entre la humanidad para esconderse de cualquier fuerza que les amenazan. Hades (Plutón) se convierte en una mafia, inspirada señor del crimen, bromeando que él sigue siendo un señor del Inframundo. Los olímpicos finalmente volver al Olimpo, donde vienen en estado de sitio por el dios japonés Amatsu-Mikaboshi.

### El Grupo Olimpo
Hera y Plutón se apoderan del Grupo Olimpo, el asiento de hoy en día de poder para los olímpicos, a través de las acciones heredadas por Hera a Zeus y comprando a cabo Poseidón. Ellos declaran que la empresa tiene un nuevo objetivo importante: la muerte de Atenea y Hércules. Plutón aparece con el Grupo Olimpo cuando los Vengadores Oscuros de Norman Osborn atacan uno de los almacenes del Grupo. Allí, Plutón otorga a Daken una profecía no solicitada del día, mes y truculencia de la muerte de Daken. Daken ataca a Plutón a poco efecto, y es a su vez abrumado por el ejército de muertos vivientes mafiosos de Plutón.
Hércules y Amadeus Cho entran en los bajos fondos de Plutón, su nueva entrada es un casino en Atlantic City, donde los héroes fallecidos y villanos pueden intentar apostar su camino en la resurrección. Allí, se encuentra Plutón ha comenzado un ensayo con Zeus como el acusado, supuestamente en nombre de todas sus víctimas en el Hades, con 501 fallecidos miembros del jurado su corte en una burla a la justicia ateniense. Plutón espera que la eliminación de Zeus aumentará su propio poder dentro del pacto hecho en la prehistoria entre Plutón, Poseidón y Zeus para dividir la creación en sus respectivos reinos. Se trata de evitar que Hércules interfieran ofreciéndole el alma del padre adoptivo de Hércules, quien le dice a Hércules para rescatar a Zeus en su lugar. Zeus es finalmente encontrado culpable, y se somete a su sentencia: bebe del Leteorío, borrando su memoria, y renace en la Tierra como un niño. Con Zeus removido de sus garras, la vuelta totalmente en contra de Plutón de inmediato, ya que ahora es la única causa accesible de su sufrimiento.
Plutón vuelve a aparecer posteriormente en el funeral de Hércules, en compañía de Atenea (ahora el líder de los olímpicos), Apolo, Poseidón, y Hebe.
Durante la Guerra de Caos, Plutón es visto discutiendo con Perséfone cuando Hela aparece diciéndole que los reinos de los muertos están en la mira por Amatsu-Mikaboshi. Plutón libera las almas de los muertos, así bendito y maldito, para luchar por su reino, liberando a Zeus, Hera, Ares, varios héroes mortales (incluyendo Banshee, Espadachín I y Yellowjacket II) y varios villanos mortales (incluyendo Abominación y Iron Monger).

## Poderes y habilidades
Plutón es un miembro de la raza de los inmortales conocidos como los dioses del Olimpo. Entre su raza, su fuerza sobrehumana sólo es igualada por Neptuno y Ares, y sólo es superado por Zeus y Hércules. El cuerpo de Plutón también es virtualmente inagotable, concediéndole la resistencia casi ilimitado. Plutón ha demostrado ser capaz de resistir las poderosas fuerzas de impacto, temperaturas extremas y poderosas explosiones de energía de todo sin sufrir daños. Al igual que todos los demás miembros de su raza, Plutón es inmortal en el sentido de que es inmune a los efectos del envejecimiento. Él no ha envejecido desde que llegó a la edad adulta y también es inmune a todas las enfermedades conocidas. Tomaría daño que discorporated gravemente su cuerpo para causar su muerte física. Él es capaz de recuperarse de los daños con una mayor velocidad y el alcance de la mayoría de los otros miembros de su raza.
Plutón controla vastos poderes mágicos, sólo igualada por Neptuno, y en segundo lugar solamente a Zeus entre los atletas olímpicos, y se ha enfrentado al Hechicero Supremo de la Tierra, el Doctor Extraño, en combate mágico directa.Plutón puede generar poderosas explosiones de energía; aumentar temporalmente sus atributos físicos; otorgar poderes sobrehumanos sobre otros seres u objetos; manipular el tiempo en una escala considerable, desde el simple acceso a otras épocas (incluyendo futuros alternos) o la creación de tiempo impenetrable embudos; crear campos de fuerza de alta durabilidad; crear armas de fuego místico, cuyo contacto puede paralizar y hacer daño a un oponente, incluso los dioses, como Hércules, y es capaz de teletransportación interdimensional.
Como dios de la muerte, Plutón tiene un pacto con la Muerte que le permite reclamar el alma de cualquier adorador de los dioses greco-romanos, y ordene que están bajo su mando. Él es capaz de drenar la energía y la fuerza de la vida de los que lo que toca, incluso a otros dioses. Los diferentes dioses de la muerte puede actuar como aliados o competidores en función de la situación. Plutón es más poderosa dentro de Hades que en otros ámbitos, debido a su capacidad para comunicarse con y manipular las energías del mundo terrenal. En la Tierra, puede comandar ejércitos de muertos vivientes.
A pesar de que normalmente prefiere utilizar secuaces, Plutón es un formidable combatiente mano a mano, experto en el uso de hachas y espadas hechas de los encantados, prácticamente indestructible, "diamantina" (de la que el metal ficticio, adamantium, fue nombrado) y puede utilizarlos para canalizar sus poderes. Lleva armadura de batalla olímpica hecha del mismo material.
Plutón posee un casco que le hace invisible e indetectable, incluso a sus compañeros dioses; a veces se monta un carro mística capaz de volar y viajar a otros reinos, y él ha hecho un uso ocasional de elementos místicos potentes como la joya de Tártaro, que encerrado los cuatro originales Defensores dentro de un pilar encantado, aunque la propia Gema era frágil y rápidamente destrozado.

## Recepción
- En 2019, CBR.com clasificó a Hades en el octavo lugar en su lista "Marvel Comics: Los 10 atletas olímpicos más poderosos".[19]
- En 2021, CBR.com clasificó a Hades en el cuarto lugar en su lista "Marvel: 10 atletas olímpicos más poderosos".[20]
- En 2022, Sportskeeda clasificó a Hades en el séptimo lugar en su lista de los "10 mejores dioses griegos de los cómics de Marvel".[21]
- En 2022, Screen Rant incluyó a Plutón en su lista de los "10 dioses olímpicos más poderosos de los cómics de Marvel".[22]

## En otros medios

### Televisión
- Plutón aparece en The Mighty Thor parte de la serie de televisión animada The Marvel Super Heroes de la década de 1960.

- Plutón aparece en la segunda temporada de Hulk and the Agents of S.M.A.S.H., episodio 16, "La Historia de Hércules", con la voz de Robert Englund.[23] Él roba el Escudo de Minerva de la bóveda de Hércules con el fin de convertir a la gente en piedra y es servido por un ejército de Arpías y Minotauros. En la batalla contra Hércules, lo convierte en piedra, pero con la astucia de Hulk, destruye el escudo y es derrotado, pero se retira al decirle a Hulk que respeta su valentía y que pronto arrastrará su alma al inframundo.